# Aeroporto de Santa Rosa do Purus
Santa Rosa do Purus (ICAO: SSRA) é um aeródromo brasileiro que serve a região do município de Santa Rosa do Purus, no estado do Acre.